# Обручённые числа
Обручённые числа или квази-дружественные числа это два положительных целых числа, для которых сумма собственных делителей каждого числа на 1 больше, чем второе число. Другими слова, (m, n) — это пара обручённых чисел если s(m) = n + 1 и s(n) = m + 1, где s(n) это сумма собственных делителей числа n (аликвотная сумма от n). Эквивалентным условием будет σ1(m) = σ1(n) = m + n + 1, где σ1(n) — сумма всех делителей числа n.
Первые несколько пар обручённых чисел, которые составляют последовательность A005276 в OEIS: (48, 75), (140, 195), (1050, 1925), (1575, 1648), (2024, 2295), (5775, 6128).
Не имеют большого значения для теории чисел, однако являются интересным элементом занимательной математики.

## Факты
- Все известные пары обручённых чисел имеют противоположную чётность. Неизвестно, существует ли пара обручённых чисел одинаковой чётности. Любая пара одинаковой чётности должна превышать 1010.
- Иногда слегка избыточные числа считают частным случаем обручённых чисел, как числа обручённые сами с собой.
- Неизвестно, конечно или бесконечно количество пар обручённых чисел.